# Nitidobulbon
Nitidobulbon är ett släkte av orkidéer. Nitidobulbon ingår i familjen orkidéer.
Kladogram enligt Catalogue of Life:
| Nitidobulbon | \| \| Nitidobulbon cymbidioides \| \| \| \| \| \| Nitidobulbon nasutum \| \| \| \| \| \| Nitidobulbon proboscideum \| \| \| \| |
|              | \| \| Nitidobulbon cymbidioides \| \| \| \| \| \| Nitidobulbon nasutum \| \| \| \| \| \| Nitidobulbon proboscideum \| \| \| \| |
|              | Nitidobulbon cymbidioides |
|              | |
|              | Nitidobulbon nasutum |
|              | |
|              | Nitidobulbon proboscideum |
|              | |

## Bildgalleri

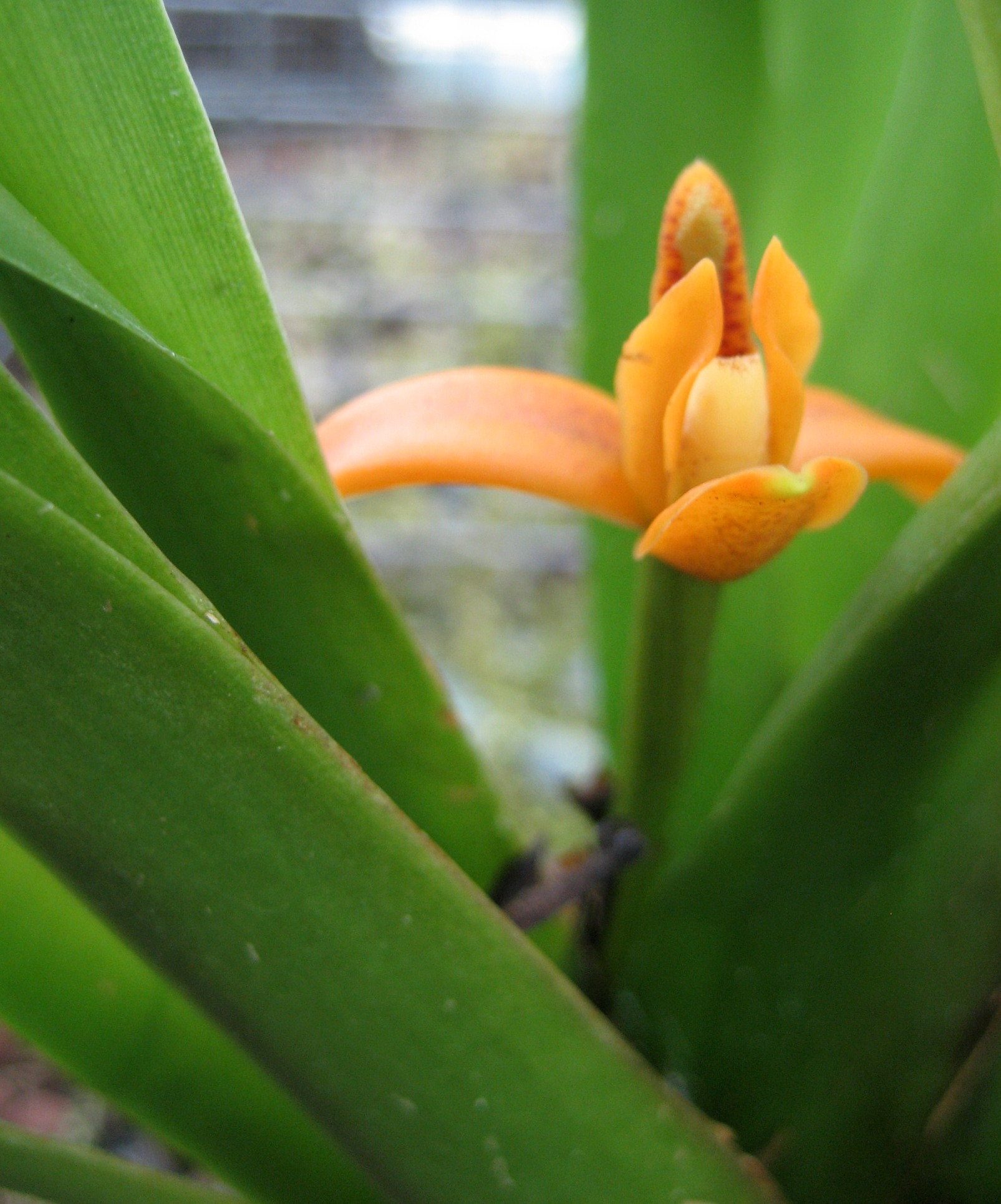
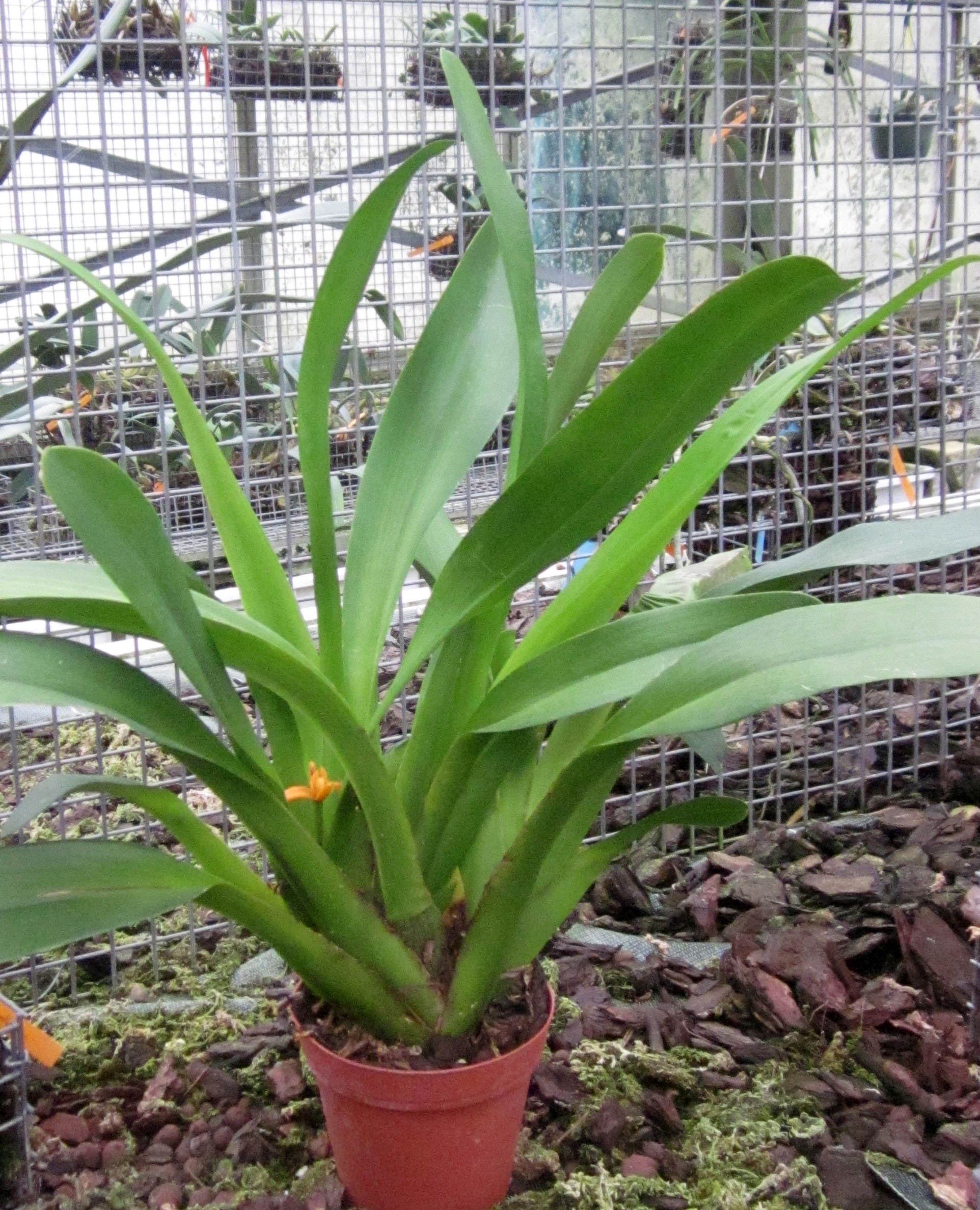